# Hessischer Kulturpreis
Der aufgrund eines Kabinettbeschlusses der Landesregierung Hessen von Juni 1981 geschaffene, anfangs mit 60.000 Deutsche Mark und derzeit mit 45.000 Euro dotierte Hessische Kulturpreis wird seit 1982 jährlich für besondere Leistungen in Kunst, Wissenschaft und Kulturvermittlung vergeben.

## Liste der Preisträger
- 1982: Eugen Kogon (Politikwissenschaftler); Thomas Michael Mayer (Vorsitzender der Georg-Büchner-Gesellschaft)
- 1983: Karl Krolow (Lyriker); Hans-Jürgen von Bose (Komponist); Ror Wolf (Schriftsteller)
- 1984: Bernard Schultze (Maler); Albert Mangelsdorff (Jazz-Posaunist)
- 1985: Michael Gielen (Komponist und Dirigent); Ludwig Denecke und Heinz Rölleke (Grimm-Forscher)
- 1986: Karl Dedecius (Übersetzer); D. E. Sattler (Hölderlin-Forscher)
- 1987: Volker Schlöndorff (Regisseur); E. R. Nele (Bildhauerin); Ev Grüger (Malerin)
- 1988: Gabriele Wohmann (Schriftstellerin)
- 1989: Adolf Dresen (Regisseur); Judith Rosenbauer (Schauspielerin)
- 1990: Horst Krüger (Schriftsteller); Egbert Strolka (Tänzer und Ballettmeister)
- 1991: Horst Antes (Maler und Bildhauer); Helmut Burmeister (Leiter des Stadtmuseums Hofgeismar); Gerd J. Grein (Leiter der Sammlung Volkskunde in Hessen – Museum Otzberg)
- 1992: Eilke Brigitte Helm (Ärztin); Marcel Ophüls (Dokumentarfilmer); Ensemble Modern
- 1993: Hans-Albert Walter (Literaturwissenschaftler); F. K. Waechter (Autor); Heiner Goebbels (Komponist)
- 1994: Lucius Burckhardt und Annemarie Burckhardt (Soziologen); Peter Urban (Tschechow-Forscher); Adelheid Hoffmann und Hans-Jürgen „Slu“ Slusallek (Galeristen)
- 1995: Margret Stuffmann (Leiterin des Graphischen Kabinetts des Städelschen Kunstinstituts); William Forsythe (Choreograf); Karlheinz Braun (Verleger)
- 1996: Klaus Reichert (Anglist); Klappmaul Theater (Kinder- und Jugendtheater); Walter Boehlich (Schriftsteller und Übersetzer)
- 1997: Odo Marquard (Philosoph); Anna Viebrock (Bühnen- und Kostümbildnerin); Ute Gerhard (Frauen- und Geschlechterforscherin)
- 1998: Wolf Singer (Hirnforscher); Thomas Bayrle (Maler); Mischka Popp und Thomas Bergmann (Filmemacher)
- 1999: Jürgen Habermas (Soziologe und Philosoph); Marcel Reich-Ranicki (Publizist und Literaturkritiker); Siegfried Unseld (Verleger)
- 2000: Barbara Klemm (Fotografin); Helga Fanderl (Filmemacherin); José Luis Encarnação (Informatiker)
- 2001: Gottfried Kiesow (Denkmalpfleger); Paul Posenenske, Berthold Penkhues und Christoph Mäckler (Architekten)
- 2002: Tabea Zimmermann (Bratschistin); Hans Zender (Komponist und Dirigent); Internationales Musikinstitut Darmstadt
- 2003: Florian Illies (Publizist); Nicolaus Schafhausen (Kurator); Til Schweiger (Schauspieler)
- 2004: Andrea Breth (Regisseurin); Jürgen Holtz (Schauspieler); Klaus Völker (Dramaturg)
- 2005: keine Vergabe
- 2006: Christine Schäfer (Sopranistin); Christoph Prégardien (Tenor); Lothar Zagrosek (Dirigent)
- 2007: René Block (Galerist und Kurator); Klaus Gallwitz (Kunsthistoriker); Klaus Herding (Kunsthistoriker)
- 2008: Wolfgang Diefenbach (Landes Jugend Jazz Orchester Hessen); Albrecht Beutelspacher (Mathematikum Gießen); Kindertheaterbürooo Kassel (Stefan Becker, Günter Staniewski)
- 2009: Salomon Korn (Vizepräsident des Zentralrats der Juden in Deutschland); Karl Lehmann (Kardinal); Peter Steinacker (ehemaliger Kirchenpräsident); Navid Kermani (Schriftsteller, Islamwissenschaftler) abgelehnt: Fuat Sezgin (Islamwissenschaftler)
- 2010: Rebecca Horn (Bildhauerin, Aktionskünstlerin und Filmemacherin)
- 2011: Dieter Rams (Designer); F. C. Gundlach (Fotograf, Ausstellungskurator); Gunter Rambow (Grafikdesigner, Fotograf)
- 2012: Hilmar Hoffmann (Kulturpolitiker, Kultur für alle! und ehemaliger Präsident des Goethe-Instituts)
- 2013: Wolf D. Prix[1] (österreichischer Architekt und 1968 Mitbegründer der Architektenkooperative Coop Himmelb(l)au)
- 2014: Peter Härtling (Schriftsteller)[2]
- 2015: Künstlerische Leiter der documenta I - XIII (aus Anlass 60 Jahre documenta 1955–2015): E. R. Nele Rhiele-Bode (Tochter, für Arnold Bode: posthum), Ingeborg Lüscher (Lebensgefährtin, für Harald Szeemann, posthum), Manfred Schneckenburger, Rudi Fuchs, Liliane Hoet-de Boever (Witwe, für Jan Hoet, posthum), Okwui Enwezor, Catherine David, Roger M. Buergel, Carolyn Christov-Bakargiev
- 2016: Andreas Scholl (Countertenor) und seine Ehefrau Tamar Halperin (Pianistin)[3]
- 2017: Volker Mosbrugger (Paläontologe) und Matthias Lutz-Bachmann (Katholischer Theologe und Philosoph)
- 2018: Andreas Platthaus (Chef des Ressorts Literatur und literarisches Leben der FAZ), Heike Schmoll (politische Korrespondentin der FAZ) und Regina Oehler (Wissenschaftsredakteurin beim Hessischen Rundfunk)
- 2019: Andrea Wandel, Wolfgang Lorch, Architekturbüro Wandel Lorch Architekten[4]
- 2020: Caricatura Museum für Komische Kunst in Frankfurt am Main und die Caricatura Galerie für komische Kunst in Kassel[5]
- 2021: Sandra Ciesek und Mai Thi Nguyen-Kim[6]
- 2022: Anne Bohnenkamp-Renken[7]
- 2023: Bernd Loebe, Intendant der Oper Frankfurt am Main
- 2024: Mirjam Wenzel, Direktorin des Jüdischen Museums in Frankfurt am Main

## Zwischenzeitliche Verschiebung der Preisverleihung 2009
Der Kulturpreis 2009 hätte an Peter Steinacker, den ehemaligen Kirchenpräsidenten der evangelischen Kirche von Hessen und Nassau, an den Kardinal Karl Lehmann, den katholischen Bischof von Mainz, an Salomon Korn, den Vizepräsidenten des Zentralrats der Juden in Deutschland, und an den Orientalistikwissenschaftler Fuat Sezgin verliehen werden sollen. Fuat Sezgin entschloss sich jedoch, den Preis aus Protest gegen die Haltung Salomon Korns im Konflikt zwischen Israel und den Palästinensern im Gaza-Streifen nicht anzunehmen. Für Sezgin wurde Navid Kermani, ein in Köln lebender Islamwissenschaftler, Schriftsteller und Publizist, der auch Mitglied der Deutschen Islamkonferenz sowie der Deutschen Akademie für Sprache und Dichtung ist, nominiert.
Lehmann und Steinacker teilten dem hessischen Ministerpräsidenten Roland Koch mit, dass sie nicht gemeinsam mit Kermani den Preis annehmen können, da dieser in einem Artikel in der NZZ im März 2009 über das Kreuzigungsbild von Guido Renis „fundamentale und unversöhnliche Angriffe auf das Kreuz als zentrales Symbol des christlichen Glaubens“ geäußert habe.
Daraufhin führte der hessische Ministerpräsident Roland Koch den Beschluss herbei, Kermani den Preis zu entziehen, was dieser zunächst nur durch Journalisten erfuhr. Schließlich verschob die hessische Landesregierung die Preisverleihung auf den Herbst desselben Jahres.
Unter anderem Martin Mosebachs warf Lehmann schlechten Stil vor, Kermani durch das Schreiben an Koch als Preisträger verhindert zu haben, ohne sich mit Kermanis Aussagen wirklich auseinanderzusetzen. In seinem Text schreite Kermani „von einer anfänglichen Schmähung zu einer Huldigung des Kreuzes“. In einer Stellungnahme legte Lehmann dar, dass er sich entgegen der Kritik zum einen durchaus mit Kermanis Text beschäftigt habe, und dass er zum anderen auch die Verhinderung der Preisverleihung an Navid Kermani weder „auch nur insinuiert, geschweige denn erwartet oder gar angemahnt“ habe.
Letztlich entschlossen sich Lehmann und Steinacker, nach einem Gespräch mit Kermani, doch zur gemeinsamen Annahme des Preises, der am 26. November 2009 schließlich an die vier Preisträger vergeben wurde. Ministerpräsident Koch entschuldigte sich dabei bei Kermani. Kermani stiftete seinen Anteil des Preisgeldes für soziale Projekte an der katholischen Gemeinde St. Theodor in Köln-Vingst.